# Andrzej Bachleda (sciatore 1975)
Andrzej Jan Bachleda-Curuś III (Zakopane, 9 gennaio 1975) è un ex sciatore alpino polacco naturalizzato francese, indicato anche come André Bachleda per distinguerlo dagli omonimi padre e nonno.

## Biografia
Nato a Zakopane ma residente in Francia, a Saint-Nicolas-de-Véroce di Saint-Gervais-les-Bains, Bachleda proviene da una famiglia di grandi tradizioni nello sci alpino: è figlio di Andrzej e nipote di Jan, a loro volta sciatori.

### Stagioni 1994-1998
Fino al 1995 gareggiò per la nazionale francese e debuttò in campo internazionale in occasione dei Mondiali juniores di Lake Placid 1994. Nel 1996 esordì in Coppa Europa (l'8 gennaio a Les Arcs, senza qualificarsi per la seconda manche dello slalom gigante in programma) e in Coppa del Mondo, il 24 novembre a Park City in slalom speciale (anche in questo caso senza qualificarsi per la seconda manche).
Nella sua prima presenza iridata, Sestriere 1997, fu 20º nello slalom gigante e non completò lo slalom speciale, mentre all'esordio olimpico, Nagano 1998, fu 22º nella discesa libera, 24º nello slalom gigante, 5º nella combinata e non concluse lo slalom speciale.

### Stagioni 1999-2004
Ai Mondiali di Vail/Beaver Creek 1999 ottenne, con l'11º posto nella combinata, il suo miglior piazzamento iridato in carriera; fu inoltre 33º nella discesa libera e non concluse lo slalom speciale. Nel 2000 ottenne nel giro di due giorni prima il suo miglior piazzamento di carriera in Coppa del Mondo (5º nello slalom speciale di Wengen del 16 gennaio), poi la sua unica vittoria in Coppa Europa (nello slalom speciale di Pozza di Fassa del 18 gennaio).
Gareggiò soltanto nello slalom speciale sia ai Mondiali di Sankt Anton am Arlberg 2001 (non completò la prova), sia ai XIX Giochi olimpici invernali di Salt Lake City 2002 (10º), sia ai Mondiali di Sankt Moritz 2003 (26º). Lasciata la Coppa del Mondo al termine della stagione 2002-2003 (fu per l'ultima volta al cancelletto di partenza in occasione dello slalom speciale di Shigakōgen dell'8 marzo, chiuso al 24º posto), si congedò definitivamente dal Circo bianco il 21 marzo 2004, ai Campionati francesi di 2004.

## Palmarès

### Coppa del Mondo
- Miglior piazzamento in classifica generale: 63º nel 2000

### Coppa Europa
- Miglior piazzamento in classifica generale: 29º nel 2000
- 2 podi (dati dalla stagione 1994-1995):
  - 1 vittoria
  - 1 terzo posto

#### Coppa Europa - vittorie
| Data            | Località       | Paese  | Specialità |
| --------------- | -------------- | ------ | ---------- |
| 18 gennaio 2000 | Pozza di Fassa | Italia | SL         |

Legenda:

SL = slalom speciale

### Far East Cup
- 1 podio (dati dalla stagione 1994-1995):
  - 1 terzo posto

### Campionati polacchi
- 2 medaglie[2]:
  - 1 oro (slalom speciale nel 2000)
  - 1 argento (slalom speciale nel 1997)